# Большеучинский район
Большеучинский район — административно-территориальная единица в составе Удмуртской АССР с 1937 по 1956 годы. 
Административный центр — село Большая Уча.

## Образование района
Район образован постановлением ВЦИК от 1 июня 1937 года из 5 сельсоветов переданных из Можгинского района и 4 — из Вавожского.

## Административное деление
Первоначально в состав района входили 9 сельсоветов: Большесюгинский, Большеучинский, Верхнешидлудский, Красноярский, Нижнеключёвский, Новожуинский, Пазял-Жикьинский, Русско-Ожгинский и Тыловыл-Пельгинский.
16 октября 1947 года за счёт разукрупнения Большесюгинского сельсовета, указом Президиума Верховного Совета РСФСР, был образован десятый сельсовет — Николо-Сюгинский.
В результате реформы 1954 года, проведено укрупнение сельсоветов, их количество сокращено до 5:
- Большеучинский сельсовет, образован из Большеучинского, Нижнеключёвского и Пазял-Жикьинского
- Николо-Сюгинский сельсовет, образован из Николо-Сюгинского и Большесюгинского
- Тыловал-Пельгинский сельсовет, образован из Тыловал-Пельгинского, Новожуинского и Русско-Ожгинского
- Верхнешидлудский сельсовет переименован в Мальчиковский сельсовет
- В Красноярский сельсовет переданы 3 деревни из упразднённого Пазял-Жикьинского сельсовета

## Упразднение района
Указом Президиума Верховного Совета РСФСР от 27 ноября 1956 года район был упразднён. Большеучинский, Николо-Сюгинский, Верхнешидлудский и Красноярский сельсоветы переданы в состав Можгинского района, Тыловал-Пельгинский сельсовет — в состав Вавожского.